# Magfizika
A magfizika a fizika részterülete, amely az atommag felépítésével és viselkedésével foglalkozik.
A következő témakörök tartoznak ide:
- erős kölcsönhatás
- radioaktivitás
- Atommag modellek
  - cseppmodell
  - héjmodell
  - kölcsönhatóbozon-modell
- maghasadás (fisszió)
- magfúzió
- magreakciók

Alkalmazásai
- magmágneses rezonancia
- Mössbauer-effektus
- nukleáris orvoslás
- atomerőművek
- nukleáris fegyverek

Feladata az atommagok kölcsönhatásainak, az atommag-reakcióknak a vizsgálata is.
A tipikus nagyságrendek az atommag-reakciók területén:
- Hossz: 1 Fermi = 1 femtométer = 1 fm = 10−15 m
- Energia: 100 keV-tól 100 MeV-ig

A magreakciók leírásának fontos fogalma a hatáskeresztmetszet, mely a reakció létrejöttének valószínűségét jellemzi, hasonlóan ahhoz, ahogy egy nagyobb céltáblát nagyobb valószínűséggel találok el.

## A magfizika története
- 1896: Becquerel felfedezte a radioaktivitást (uránszurok érc)
- 1897: J. J. Thomson felfedezte az elektront
- 1904: J. J. Thomson megalkotta az első atommodellt (mazsolás puding modell: 10^-10 m méretű pozitív gömbök és köztük elszórva azonos számú elektronok)
- 1896–1904: Pierre Curie és Marie Curie kimutatták az alfa-, a béta-, és a gamma sugárzást mágneses eltérülés alapján
- 1911 : Ernest Rutherford szórási kísérletéből következtetett az atommag sugarára (mérési eredménye: 10^-15 m) és az elektronfelhő sugarára (mérési eredménye: 10^-10 m)
- 1912: Bohr-féle atommodell: 10^-15 m méretű atommag körül keringenek kötött pályákon az elektronok. A pályák energetikailag stabilak, ezért az elektronok keringésük közben nem adnak le energiát.
- 1919: Aston feltalálta a tömegspektrográfot, aminek segítségével meg tudta mérni az atommag tömegét.
- 1919: Rutherford felfedezte a protont (alfa sugarakkal bombázta a nitrogén atommagot). Atommagmodell: az atommagot protonok alkotják. Az elektronok a mag körül keringenek.
- 1930: Boethe-Becker könnyű elemeket alfa sugárzással bombáztak, nagy áthatoló képességű sugárzás felfedezése
- 1932: Joliot Curie: nagy áthatoló képességű sugárzással magátalakulást hozott létre
- 1932: Chadwick felfedezte semleges töltésű neutront
- 1932: Heisenberg-féle atommag-modell: a 10^-15 m sugarú atommagban protonok és neutronok találhatóak, az atommag körül 10^-10 m sugarú gömbben elektronok keringenek
- 1939: Otto Hahn, Fritz Strassmann: maghasadás felfedezése
- 1942: Enrico Fermi és társai megalkotják Chicagóban az első atomreaktort

## Lásd még
- A mikrofizika története évszámokban